# Konflikt izraelsko-palestyński (2007–2008)
Konflikt izraelsko-palestyński (2007–2008) – konflikt w Strefie Gazy odnoszący się do szeregu walk między palestyńskimi bojownikami a Izraelskimi Siłami Obronnymi (IDF), który rozpoczął się 15 maja 2007.
Przyczyną nowego konfliktu było wtargnięcie Hamasu na teren Izraela, czyli niedotrzymanie umowy zapisanej rozejmem z 26 listopada 2006. W odpowiedzi na agresje Hamasu premier Izraela Ehud Olmert, postanowił wraz z wojskowym dowódcą Gabim Aszkenazi odparcie ataków bojowników opozycji. Chęć uwolnienia Gilada Szalita uprowadzonego 25 czerwca 2006 przez bojowników Hamasu, którego nie udało się oswobodzić, przyczyniła się do podjęcia działań militarnych.
W pierwszej połowie 2008 oprócz zaciętych operacji militarnych trwały rozmowy nt. pokoju. Negocjacje nie były specjalnie udane. Dopiero 19 czerwca 2008 wszedł w życie rozejm, który okazał się kruchy, ponieważ w drugiej połowie 2008 wydarzyło się dużo incydentów, które łamały postanowienie zawieszenia broni.
Zawieszenie broni zostało zniesione 19 grudnia 2008 przez Hamas, po czym Izrael przeprowadził ofensywę w Strefie Gazy.

## Kalendarium konfliktu w 2008
- 4 lutego – zamach w izraelskiej Dimonie;
- 3 marca – szarża wojsk izraelskich na Gazę pod wodzą Gabiego Aszkenazi;
- 6 marca – zamach w szkole w Jerozolimie;
- 12 marca – Hamas wystawił warunki pokoju, których Izrael nie przyjął;
- 13 marca – palestyńskie siły powietrzne bombardowały teren izraelski od Tel Awiwu do Ramallah;
- 31 marca – potyczka w Gazie;
- 6 kwietnia – rozmowy izraelsko-palestyńskie (Olmert-Abbas) o pokoju, które zakończyły się fiaskiem;
- 16 kwietnia – izraelski nalot na Gazę w którym zginęło 4 żołnierzy palestyńskich;
- 19 kwietnia – atak rakietowy Izraela w Gazie. Ofiarą agresji był aktywista Hamasu Imad Abu Amar;
- 25 kwietnia – Izrael odrzucił 1,5 roczny rozejm z Palestyną[1];
- 12 maja – kolejne fiasko rozmów o rozejmie, powód Izrael nie chce zwolnić 450 więźniów palestyńskich, w zamian za Gilada Szalita porwanego 25 czerwca 2006;
- 17 czerwca – Egipt ogłasza, że po tygodniowej mediacji dojdzie do rozejmu;
- 19 czerwca – rozejm, zawieszenie broni w konflikcie.